# Hubris (computerspel)
Hubris is een Virtual Reality space opera-spionage computerspel met veelvuldige fysieke activiteiten als klimmen, zwemmen en springen en waarin zanger-cabaretier Alex Agnew ook een rol speelt. Het werd in 2021 uitgebracht door de Belgische studio en ontwikkelaar Cyborn uit Antwerpen.

## Gameplay
Als rekruut van de OOO (Triple-O of voluit Order-of-Objectivity) wordt de speler naar het Twin Planet System gestuurd. Met de steun van piloot Lucia moet de speler daar tussen alle gevaren door de mysterieuze agent Cyana zoeken.